# باسم علي (لاعب كرة قدم عراقي)
باسم علي والمعروف باسم علي حسون واسمه باسم علي حسون البطاط (23 يناير 1995 في البصرة، العراق - )؛ لاعب كرة قدم عراقي، يلعب في مركز الهجوم، وهو أحد لاعبي منتخب العراق لكرة القدم ونادي نفط الجنوب.

## الأندية التي مثلها
- نادي نفط الجنوب
- نادي الميناء
- نادي الزوراء

## مسيرة اللاعب في الدوري العراقي
- نادي نفط الجنوب موسم 2009 - 2012
- نادي الميناء موسم 2012 - 2014
- نادي االزورااء موسم 2014
- عاد إلى نفط الجنوب وما زال مستمر معهم

## مسيرة اللاعب مع المنتخب
- بطولة آسيا تحت 23 عاما في سلطنة عمان عام 2014
- بطولة آسيا تحت 23 سنة لكرة القدم 2018
- بطولة التضامن في اندنوسيا 2013
- بطولة اتحاد غرب آسيا لكرة القدم 2014

## الأهداف
- الدوري العراقي الممتاز 64 هدفًا
- كأس العراق 8 أهداف
- المنتخب العراقي 2 هدف